# Ludwig Streicher
Ludwig Streicher (Viena, 26 de juny del 1920 – Viena, 11 de març del 2003) va ser un contrabaixista austríac. Principal contrabaix de l'Orquestra Filharmònica de Viena, va arribar a tindre un gran renom internacional com a solista del seu instrument. També és conegut com a professor i divulgador del contrabaix i és autor de la sèrie de llibres formatius Mein Musizieren auf dem Kontrabaß (La meua forma de tocar el contrabaix) per a l'aprenentatge i perfeccionament de la tècnica de l'instrument més greu de corda.

## Carrera
Streicher va ingressar a l'Academia de Música de Viena en edat de 14 anys. Es va graduar el 1940 i passà els següents quatre anys com a primer contrabaixista del Teatre Nacional de Cracovia. El 1945 es va afegir a la Filharmònica de Viena on va ser durant 19 anys (1954 - 1973) primer contrabaix. A partir del 1966, Streicher es va dedicar a la formació de jovens estudiants de contrabaix a la vienesa Hochschule für Musik und darstellende Kunst (Universitat de Música i Art Dramàtic de Viena) i, posteriorment, a l'Escola Superior de Música Reina Sofía de Madrid. A més, el seu magisteri s'ha estès per tot el món a través de múltiples cursos internacionals.
En deixar l'Orquestra Filharmònica de Viena, Streicher va contribuir al desenvolupament del contrabaix com a instrument solista. A les seues actuaciones acompanyat de piano o d'orquestra, Streicher fou capaç d'exhibir les possibilitats expressives d'aquest instrument. Com a solista va efectuar enregistraments discogràfics de peces que abasten des de les composicions de Carl Ditters von Dittersdorf (segle xviii) fins a peces dels seus coetanis.

## Mein Musizieren auf dem Kontrabaß
Publicat bilingüe (alemany/anglés) per l'editorial Doblinger, el 1977 surt a Austria Mein Musizieren auf dem Kontrabaß / My Way of Playing the Double Bass. El mètode consta de cinc volums de dificultat progressiva on s'inclouen exercicis tècnics, consells i exemples de passatges orquestrals. Les fotografies, en blanc i negre, són de Lawrence Braunstein i la versió anglesa està a càrrec d'Eugene Hartzell.